# Лихн
Лихн    або Лихма   – річка в Росії, протікає по Білоярському району Ханти-Мансійського автономного округу. Гирло річки знаходиться за 62 км від гирла Казима по лівому берегу. Довжина річки - 285 км, площа водозбірного басейну – 4120 км  .

## Основні притоки
(відстань від гирла)
- 31 км: Вожпайюган
- 49 км: Нум-Айюган
- 77 км: Сыгатъёх
- 80 км: Лабхорас
- 85 км: Хольюган
- 113 км: Тульюган
- 114 км: Ун-Кетъёх
- 125 км: Омысь
- 134 км: Нялъёхъюган
- 152 км: Нангпайсоим
- 156 км: Калангсоим
- 167 км: Мизеньсоим
- 177 км: Айсоим
- 182 км: Унсоим
- 190 км: Потъёх
- 204 км: Ун-Пажью
- 205 км: Ун-Шарью
- 206 км: Ай-Пажью
- 224 км: Эпъёган
- 229 км: Мухотсоим
- 250 км: Хулъёган
- 254 км: Ун-Оготъёх
- 260 км: Ай-Оготъёх

## Дані водного реєстру
За даними державного водного реєстру Росії відноситься до Нижньообського басейнового округу, водогосподарська ділянка річки – Об від впадання Іртиша до впадання річки Північна Сосьва, річковий підбасейн річки – басейни притоку Обі від Іртиша до впадання Північної Сосьви. Річковий басейн річки – (Нижня) Об від впадання Іртиша  .
Код об'єкта в державному водному реєстрі - 15020100112115300021828  .